# Przemyśl harmadik ostroma
Przemyśl harmadik ostroma 1915. május 31-én kezdődött meg, az Osztrák–Magyar Monarchia és a Német Birodalom által.

## Előzmények
A Galíciában zajló Gorlicei áttörés 1915. május 2. és 5. között az osztrák–magyar és német szövetséges csapatok által végrehajtott frontáttörés volt az 1915-ös tavaszi hadjárat előzményeként. Ezen akció következtében az egyesült osztrák–magyar és német csapatok sikeres áttörést hajtottak végre az Orosz Birodalom ellen. A gorlicei áttörés bár sikeres volt, nem hozta meg az összes várt eredményt, mivel Olaszország az Antant mellé állt. Ennek ellenére a Központi hatalmak ezzel meggyőzték Bulgáriát, s így az ő oldalukon lépett be a háborúba. Mindkét fél hatalmas veszteségeket szenvedett.

## A csata
A gorlicei áttörés következtében az egyesült osztrák–magyar és német csapatok gyorsan közeledtek Przemyśl erődrendszeréhez. A második ostromot követően az orosz csapatok bevonultak a szinte teljesen szétlövetett és használhatatlanná tett erődítménybe, azonban nem kezdtek hozzá az erődítmény védelmének helyreállításához. Csupán akkor kezdtek erődítéseket építeni a fontos város körül, amikor már a Központi Hatalmak csapatai a közelbe értek. Ebből a célból a védők megpróbálták a még szinte ép állapotú épületekben berendezni a védelmet. Ebből a célból felhasználták a kevésbé elpusztított erődítéseket.
Az ellenséges csapatok május 18-án vették körül az erődítményt, és május 31-én kezdődött meg az erőd ostroma. A támadó csapatok az erőd északnyugati részén összpontosították erejüket, és itt próbálták áttörni az orosz védelmet, amelyet heves tüzérségi előkészítés előzött meg. Ennek befejeződése után német részről bajor és porosz ezredek, míg osztrák–magyar részről egy lövészkülönítmény indított rohamot az orosz védelem felmorzsolására. A roham ereje visszalökte a mozsarak tüzérségi előkészítése után kitörő orosz ellentámadást a falak mögé. Ezután véres harc kezdődött, ám az orosz csapatok sorra vesztették területüket. Délután a 22. bajor ezred katonái elfoglalták az Orzechowce és a Duńkowiczki erődöt. Ezalatt az osztrák–magyar csapatok a Werner fedőnevű erődöt foglalták el, ugyanakkor megadásra kényszerítették a Zagrodnia és a Krzyż erődök védelmét. Ám az orosz csapatok a városban jelentős számú katonaságot állomásoztattak, így az erődökön való átjutás után az egyesült hadsereg katonáinak az utcai harcra felkészült orosz csapatokkal kellett szembenéznie. A városba először a bajor csapatok hatoltak be június 3-án, majd őket követte a 4. osztrák–magyar lovassági divízió. Az oroszok rendezett visszavonulásba kezdtek, felrobbantották a San folyó még ép hídjait, majd elmenekültek a városból.
1915. június 6-án az elfoglalt városba látogatott az Osztrák–Magyar Monarchia haderejének főparancsnoka, Frigyes főherceg.

## Lásd még
- Przemyśl ostromai
- Első világháború